# Congethelum hauseri
Congethelum hauseri är en kräftdjursart som beskrevs av Franco Ferrara och Helmut Schmalfuss 1985. Congethelum hauseri ingår i släktet Congethelum och familjen Eubelidae. Inga underarter finns listade i Catalogue of Life.